# Llista d'asteroides/121401–121500
| Nom      | Designació provisional | Data de descobriment | Lloc de descobriment | Descobridor/s |
| -------- | ---------------------- | -------------------- | -------------------- | ------------- |
| 121401 - | 1999 TX129             | 6 d'octubre, 1999    | Socorro              | LINEAR        |
| 121402 - | 1999 TK131             | 6 d'octubre, 1999    | Socorro              | LINEAR        |
| 121403 - | 1999 TL131             | 6 d'octubre, 1999    | Socorro              | LINEAR        |
| 121404 - | 1999 TW132             | 6 d'octubre, 1999    | Socorro              | LINEAR        |
| 121405 - | 1999 TZ134             | 6 d'octubre, 1999    | Socorro              | LINEAR        |
| 121406 - | 1999 TR135             | 6 d'octubre, 1999    | Socorro              | LINEAR        |
| 121407 - | 1999 TB138             | 6 d'octubre, 1999    | Socorro              | LINEAR        |
| 121408 - | 1999 TD139             | 6 d'octubre, 1999    | Socorro              | LINEAR        |
| 121409 - | 1999 TB140             | 6 d'octubre, 1999    | Socorro              | LINEAR        |
| 121410 - | 1999 TH141             | 15 d'octubre, 1999   | Socorro              | LINEAR        |
| 121411 - | 1999 TR141             | 6 d'octubre, 1999    | Socorro              | LINEAR        |
| 121412 - | 1999 TW141             | 7 d'octubre, 1999    | Socorro              | LINEAR        |
| 121413 - | 1999 TW142             | 7 d'octubre, 1999    | Socorro              | LINEAR        |
| 121414 - | 1999 TA144             | 7 d'octubre, 1999    | Socorro              | LINEAR        |
| 121415 - | 1999 TR144             | 7 d'octubre, 1999    | Socorro              | LINEAR        |
| 121416 - | 1999 TG146             | 7 d'octubre, 1999    | Socorro              | LINEAR        |
| 121417 - | 1999 TL146             | 7 d'octubre, 1999    | Socorro              | LINEAR        |
| 121418 - | 1999 TO147             | 7 d'octubre, 1999    | Socorro              | LINEAR        |
| 121419 - | 1999 TW147             | 7 d'octubre, 1999    | Socorro              | LINEAR        |
| 121420 - | 1999 TD148             | 7 d'octubre, 1999    | Socorro              | LINEAR        |
| 121421 - | 1999 TR148             | 7 d'octubre, 1999    | Socorro              | LINEAR        |
| 121422 - | 1999 TD149             | 7 d'octubre, 1999    | Socorro              | LINEAR        |
| 121423 - | 1999 TR149             | 7 d'octubre, 1999    | Socorro              | LINEAR        |
| 121424 - | 1999 TP151             | 7 d'octubre, 1999    | Socorro              | LINEAR        |
| 121425 - | 1999 TV152             | 7 d'octubre, 1999    | Socorro              | LINEAR        |
| 121426 - | 1999 TX153             | 7 d'octubre, 1999    | Socorro              | LINEAR        |
| 121427 - | 1999 TJ158             | 7 d'octubre, 1999    | Socorro              | LINEAR        |
| 121428 - | 1999 TY162             | 9 d'octubre, 1999    | Socorro              | LINEAR        |
| 121429 - | 1999 TL164             | 10 d'octubre, 1999   | Socorro              | LINEAR        |
| 121430 - | 1999 TZ165             | 10 d'octubre, 1999   | Socorro              | LINEAR        |
| 121431 - | 1999 TX168             | 10 d'octubre, 1999   | Socorro              | LINEAR        |
| 121432 - | 1999 TG171             | 10 d'octubre, 1999   | Socorro              | LINEAR        |
| 121433 - | 1999 TL175             | 10 d'octubre, 1999   | Socorro              | LINEAR        |
| 121434 - | 1999 TS178             | 10 d'octubre, 1999   | Socorro              | LINEAR        |
| 121435 - | 1999 TD180             | 10 d'octubre, 1999   | Socorro              | LINEAR        |
| 121436 - | 1999 TZ182             | 11 d'octubre, 1999   | Socorro              | LINEAR        |
| 121437 - | 1999 TT183             | 12 d'octubre, 1999   | Socorro              | LINEAR        |
| 121438 - | 1999 TA184             | 12 d'octubre, 1999   | Socorro              | LINEAR        |
| 121439 - | 1999 TK184             | 12 d'octubre, 1999   | Socorro              | LINEAR        |
| 121440 - | 1999 TY184             | 12 d'octubre, 1999   | Socorro              | LINEAR        |
| 121441 - | 1999 TA185             | 12 d'octubre, 1999   | Socorro              | LINEAR        |
| 121442 - | 1999 TE186             | 12 d'octubre, 1999   | Socorro              | LINEAR        |
| 121443 - | 1999 TP186             | 12 d'octubre, 1999   | Socorro              | LINEAR        |
| 121444 - | 1999 TN188             | 12 d'octubre, 1999   | Socorro              | LINEAR        |
| 121445 - | 1999 TH189             | 12 d'octubre, 1999   | Socorro              | LINEAR        |
| 121446 - | 1999 TR189             | 12 d'octubre, 1999   | Socorro              | LINEAR        |
| 121447 - | 1999 TO191             | 12 d'octubre, 1999   | Socorro              | LINEAR        |
| 121448 - | 1999 TR191             | 12 d'octubre, 1999   | Socorro              | LINEAR        |
| 121449 - | 1999 TU193             | 12 d'octubre, 1999   | Socorro              | LINEAR        |
| 121450 - | 1999 TO194             | 12 d'octubre, 1999   | Socorro              | LINEAR        |
| 121451 - | 1999 TP197             | 12 d'octubre, 1999   | Socorro              | LINEAR        |
| 121452 - | 1999 TW198             | 12 d'octubre, 1999   | Socorro              | LINEAR        |
| 121453 - | 1999 TE199             | 12 d'octubre, 1999   | Socorro              | LINEAR        |
| 121454 - | 1999 TA202             | 13 d'octubre, 1999   | Socorro              | LINEAR        |
| 121455 - | 1999 TM205             | 13 d'octubre, 1999   | Socorro              | LINEAR        |
| 121456 - | 1999 TQ206             | 14 d'octubre, 1999   | Socorro              | LINEAR        |
| 121457 - | 1999 TU206             | 14 d'octubre, 1999   | Socorro              | LINEAR        |
| 121458 - | 1999 TX206             | 14 d'octubre, 1999   | Socorro              | LINEAR        |
| 121459 - | 1999 TQ207             | 14 d'octubre, 1999   | Socorro              | LINEAR        |
| 121460 - | 1999 TW207             | 14 d'octubre, 1999   | Socorro              | LINEAR        |
| 121461 - | 1999 TX208             | 14 d'octubre, 1999   | Socorro              | LINEAR        |
| 121462 - | 1999 TB209             | 14 d'octubre, 1999   | Socorro              | LINEAR        |
| 121463 - | 1999 TE209             | 14 d'octubre, 1999   | Socorro              | LINEAR        |
| 121464 - | 1999 TO209             | 14 d'octubre, 1999   | Socorro              | LINEAR        |
| 121465 - | 1999 TJ214             | 15 d'octubre, 1999   | Socorro              | LINEAR        |
| 121466 - | 1999 TQ214             | 15 d'octubre, 1999   | Socorro              | LINEAR        |
| 121467 - | 1999 TT217             | 15 d'octubre, 1999   | Socorro              | LINEAR        |
| 121468 - | 1999 TD219             | 1 d'octubre, 1999    | Catalina             | CSS           |
| 121469 - | 1999 TW221             | 1 d'octubre, 1999    | Catalina             | CSS           |
| 121470 - | 1999 TJ223             | 2 d'octubre, 1999    | Anderson Mesa        | LONEOS        |
| 121471 - | 1999 TO225             | 2 d'octubre, 1999    | Kitt Peak            | Spacewatch    |
| 121472 - | 1999 TS225             | 2 d'octubre, 1999    | Kitt Peak            | Spacewatch    |
| 121473 - | 1999 TC226             | 2 d'octubre, 1999    | Kitt Peak            | Spacewatch    |
| 121474 - | 1999 TE228             | 1 d'octubre, 1999    | Kitt Peak            | Spacewatch    |
| 121475 - | 1999 TK228             | 12 d'octubre, 1999   | Socorro              | LINEAR        |
| 121476 - | 1999 TE232             | 5 d'octubre, 1999    | Catalina             | CSS           |
| 121477 - | 1999 TX232             | 7 d'octubre, 1999    | Socorro              | LINEAR        |
| 121478 - | 1999 TG233             | 3 d'octubre, 1999    | Socorro              | LINEAR        |
| 121479 - | 1999 TM236             | 3 d'octubre, 1999    | Catalina             | CSS           |
| 121480 - | 1999 TH240             | 4 d'octubre, 1999    | Catalina             | CSS           |
| 121481 - | 1999 TY240             | 4 d'octubre, 1999    | Catalina             | CSS           |
| 121482 - | 1999 TC241             | 4 d'octubre, 1999    | Catalina             | CSS           |
| 121483 - | 1999 TO242             | 4 d'octubre, 1999    | Catalina             | CSS           |
| 121484 - | 1999 TP243             | 6 d'octubre, 1999    | Kitt Peak            | Spacewatch    |
| 121485 - | 1999 TF244             | 7 d'octubre, 1999    | Catalina             | CSS           |
| 121486 - | 1999 TX245             | 7 d'octubre, 1999    | Catalina             | CSS           |
| 121487 - | 1999 TY253             | 11 d'octubre, 1999   | Anderson Mesa        | LONEOS        |
| 121488 - | 1999 TH254             | 8 d'octubre, 1999    | Catalina             | CSS           |
| 121489 - | 1999 TP255             | 9 d'octubre, 1999    | Kitt Peak            | Spacewatch    |
| 121490 - | 1999 TQ255             | 9 d'octubre, 1999    | Kitt Peak            | Spacewatch    |
| 121491 - | 1999 TV256             | 9 d'octubre, 1999    | Socorro              | LINEAR        |
| 121492 - | 1999 TN262             | 15 d'octubre, 1999   | Anderson Mesa        | LONEOS        |
| 121493 - | 1999 TO263             | 15 d'octubre, 1999   | Kitt Peak            | Spacewatch    |
| 121494 - | 1999 TE267             | 3 d'octubre, 1999    | Socorro              | LINEAR        |
| 121495 - | 1999 TQ267             | 3 d'octubre, 1999    | Socorro              | LINEAR        |
| 121496 - | 1999 TB269             | 3 d'octubre, 1999    | Socorro              | LINEAR        |
| 121497 - | 1999 TN270             | 3 d'octubre, 1999    | Socorro              | LINEAR        |
| 121498 - | 1999 TB272             | 3 d'octubre, 1999    | Socorro              | LINEAR        |
| 121499 - | 1999 TD272             | 3 d'octubre, 1999    | Socorro              | LINEAR        |
| 121500 - | 1999 TF273             | 5 d'octubre, 1999    | Socorro              | LINEAR        |